# Belgrado
Belgrado (Servisch: Београд, Beograd; letterlijk 'witte stad') is de hoofdstad en grootste stad van Servië. Tussen 1918 en 2003 was het tevens de hoofdstad van Joegoslavië en tussen 2003 en 2006 de hoofdstad van Servië en Montenegro. In 2011 telde de stad Belgrado 1.166.763 inwoners, de metropoolregio Belgrado telde ongeveer 1,7 miljoen inwoners. Belgrado ligt aan de zuidrand van de Pannonische Vlakte, waar de Sava uitmondt in de Donau. De stad werd in de twintigste eeuw vijfmaal gebombardeerd.

## Geschiedenis

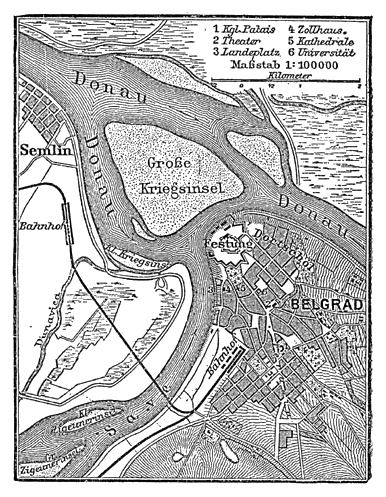
Belgrado, circa 1888. Kaartje uit Meyers Konversations-Lexikon, 4e druk (1885-1890)

Vanaf de 3e eeuw v.Chr. lag op deze plaats een aanvankelijk Keltische en later Romeinse nederzetting die door de Romeinen Singidunum werd genoemd. Vervolgens ging de plaats deel uitmaken van het Byzantijnse Rijk, waarna overheersing door Hunnen, Sarmaten, Ostrogoten en Avaren volgde, tot de Serven hier arriveerden rond het jaar 630. In geschreven bronnen werd Belgrado in 878 genoemd als onderdeel van het koninkrijk Bulgarije, onder de Slavische naam Beograd, wat wit fort of witte stad betekent. Later werd Belgrado weer onderdeel van het Byzantijnse Rijk en van het Bulgaarse Rijk.
Vanaf de middeleeuwen lag de stad in het Servische koninkrijk. De eerste Servische koning die over Belgrado regeerde was Dragutin (1276-1282), die de stad onder de naam Nándorfehérvár ('Nándors witte burcht' cadeau kreeg van de toenmalige koning van Hongarije.
In 1456 sloegen de oprukkende Turken, die drie jaar eerder Constantinopel hadden veroverd, beleg voor Belgrado. Ze konden worden afgeslagen, maar in 1521 viel Belgrado alsnog in Turkse handen. Sindsdien werd de stad driemaal door de Oostenrijkers veroverd en door de Turken heroverd. Pas na twee Servische opstanden in de 19e eeuw kwam Belgrado in 1867 definitief in Servische handen. De revolutie ging gepaard met grootschalige ontstedelijking, omdat de Ottomaanse structuren van weinig belang werden geacht. Van de ongeveer zesduizend huizen die Belgrado in 1777 had, bleven er in 1834 nog 769 over. Vanaf 1804 tot 1878 werden duizenden Slavische moslims uit Servië en Belgrado verbannen of gedwongen om de orthodox-christelijke leer aan te nemen. Van honderden moskeeën bleef er maar één over (die in 2004 in brand is gestoken tijdens onlusten). 
In 1918 werd Belgrado de hoofdstad van Joegoslavië, na het uiteenvallen van zowel het Oostenrijks-Hongaarse Rijk als het Ottomaanse Rijk. Van april 1941 tot 1944 werd Belgrado door nazi-Duitsland bezet, waarbij de stad vooral door een bombardement van de Luftwaffe zwaar werd beschadigd; hierbij vielen 2.274 slachtoffers. In oktober 1944 werd de stad bevrijd door het Rode Leger, hoewel de Joegoslavische partizanen deze bevrijding eveneens claimden. Na herstel van Joegoslavië als communistische staat, was Belgrado weer de hoofdstad. In 1992 viel Joegoslavië uit elkaar en werd Belgrado de hoofdstad van Servië en Montenegro; na het zelfstandig worden van Montenegro in 2006 alleen nog van Servië.

## Bestuurlijke indeling

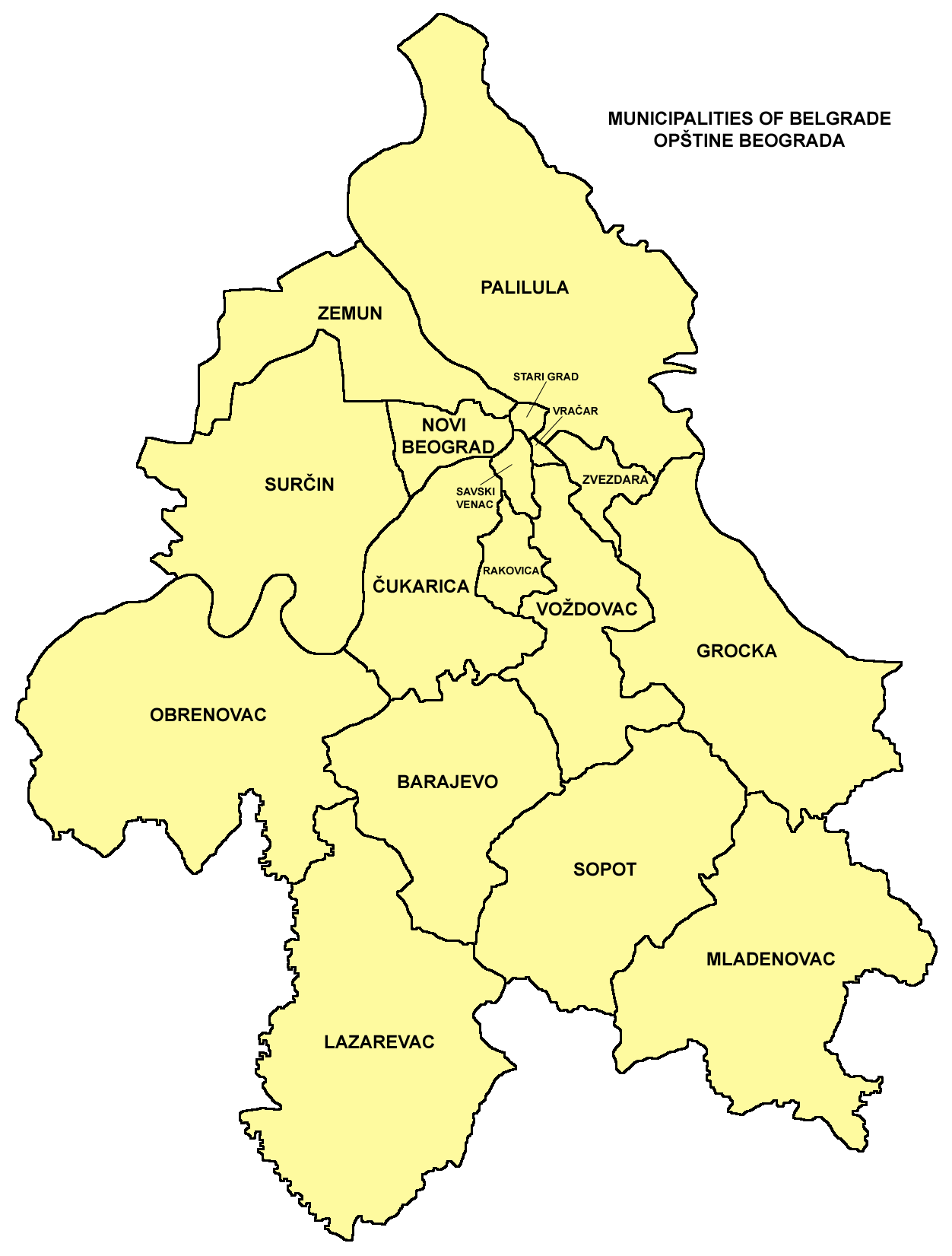
Gemeenten van Belgrado

Het district Belgrado is verdeeld in zeventien gemeenten, tien met een urbane status en zeven met een suburbane status. Deze laatsten hebben iets grotere gemeentelijke bevoegdheden, voornamelijk op het gebied van bouw, stadsplanning en openbare voorzieningen.
De urbane gemeenten zijn: Čukarica, Novi Beograd (Nieuw-Belgrado), Palilula, Rakovica, Savski Venac, Stari Grad (de oude stad), Voždovac, Vračar, Zemun en Zvezdara.
De suburbane gemeenten zijn: Barajevo, Grocka, Lazarevac, Mladenovac, Obrenovac, Sopot en Surčin.
De meeste gemeenten liggen aan de zuidoever van de Donau en de Sava in de regio Šumadija. Drie gemeenten (Zemun, Novi Beograd en Surčin) liggen aan de noordzijde van de rivier in de regio Syrmië die tot 1918 tot Hongarije behoorde, terwijl Palilula aan beide kanten van de Donau ligt in de regio's Šumadija en Banaat. Het deel van Palilula ten noorden van de Donau behoorde tot 1918 tot het Hongaarse deel van de dubbelmonarchie Oostenrijk-Hongarije.

## Geografie
Belgrado ligt op een hoogte van 116,75 meter boven zeeniveau op 44°49'14" NB en 20°27'44" OL. De stad ligt op de plaats waar de rivier de Donau en de Sava samenkomen. De historische kern van Belgrado (het huidige Kalemegdan) ligt aan de rechteroever van de Sava en de Donau. Maar door groei van de stad is de stad uitgebreid tot over de rivier de Sava, zodat Novi Beograd en Zemun beide aan de linkeroever liggen.

### Klimaat
Belgrado heeft een gematigd landklimaat. De gemiddelde jaartemperatuur is 11,7 °C. De warmste maand is juli, met een gemiddelde van 22,1 °C. Maar er zijn gemiddeld 31 dagen per jaar met een temperatuur van boven de 30 °C en 95 dagen waarop de temperatuur boven de 25 °C ligt. Er valt in Belgrado ongeveer 700 mm regen per jaar. Het gemiddeld aantal zonuren per jaar bedraagt 2096. De maanden juli en augustus zijn het zonnigst, met gemiddeld 10 uur zon per dag, en december en januari zijn het somberst, met een gemiddelde van 2 tot 2,3 uur zon per dag.

## Bevolking
|  |

Volgens de volkstelling van 2011 telde de stad Belgrado 1.166.763 inwoners. Het stedelijk gebied (inclusief de stedelijke nederzettingen van Borča, Ovča en Surčin) telde echter 1.233.796 inwoners, terwijl grootstedelijk gebied 1.659.440 inwoners had.

### Religie
Hoewel in Belgrado verschillende historische religieuze gemeenschappen aanwezig zijn, is de religieuze samenstelling van de stad relatief homogeen. De Servisch-Orthodoxe Kerk is verreweg de grootste kerkgenootschap met 1.475.168 aanhangers (88,9% van de bevolking). Verder werden er 31.914 moslims (1,9%), 13.720 rooms-katholieken, 3.128 protestanten en 8.296 ‘overige’ christenen geregistreerd. Daarnaast werden er 40.657 atheïsten (2,5%) geregistreerd, terwijl 27.684 personen (1,7%) de optie ‘weet niet’ hadden aangevinkt en 54.871 personen (3,3%) helemaal geen religieuze overtuiging hadden vermeld.
Tot de Tweede Wereldoorlog leefde er een belangrijke Joodse gemeenschap in Belgrado. Vanwege de Holocaust en de daaropvolgende alia is hun aantal gedaald van meer dan 10.000 personen tot slechts 295 in de volkstelling van 2011.
Belgrado had in het begin van de twintigste eeuw ook een van de grootste boeddhistische gemeenschappen in Europa. Vanwege de Russische Burgeroorlog vluchtten zo’n 400 boeddhistische Kalmukken uit Rusland om zich vervolgens in Belgrado te vestigen. De meesten van hen zijn na de Tweede Wereldoorlog weer naar Rusland vertrokken. In 2011 werden er 541 aanhangers van Dharmische religies geregistreerd.

## Kunst en cultuur
Belgrado is gastheer van veel jaarlijkse culturele evenementen, waaronder FEST (Belgrado Filmfestival), BITEF (Belgrado Theaterfestival), BELEF (Belgrado Zomerfestival), BEMUS (Belgrado Muziekfestival) en het Belgrado Bierfestival.
De Nobelprijswinnende auteur Ivo Andrić schreef zijn beroemde werk Na Drini Ćuprija ('De brug over de Drina') in Belgrado. Andere prominente auteurs zijn Branislav Nušić, Miloš Crnjanski, Borislav Pekić, Milorad Pavić en Meša Selimović.
Het grootste deel van de Servische filmindustrie is gehuisvest in Belgrado, en een van de meest vooraanstaande films die hier gemaakt zijn was de film Underground (1995) van de uit Sarajevo afkomstige regisseur Emir Kusturica.
Belgrado kent diverse theaters. De belangrijkste zijn het Nationaal Theater, het Joegoslavische Dramatheater, het Zvezdara Theater en Atelier 212. De Servische Academie voor Wetenschap en Kunst is eveneens in Belgrado gevestigd, evenals de Nationale Bibliotheek van Servië.

### Musea

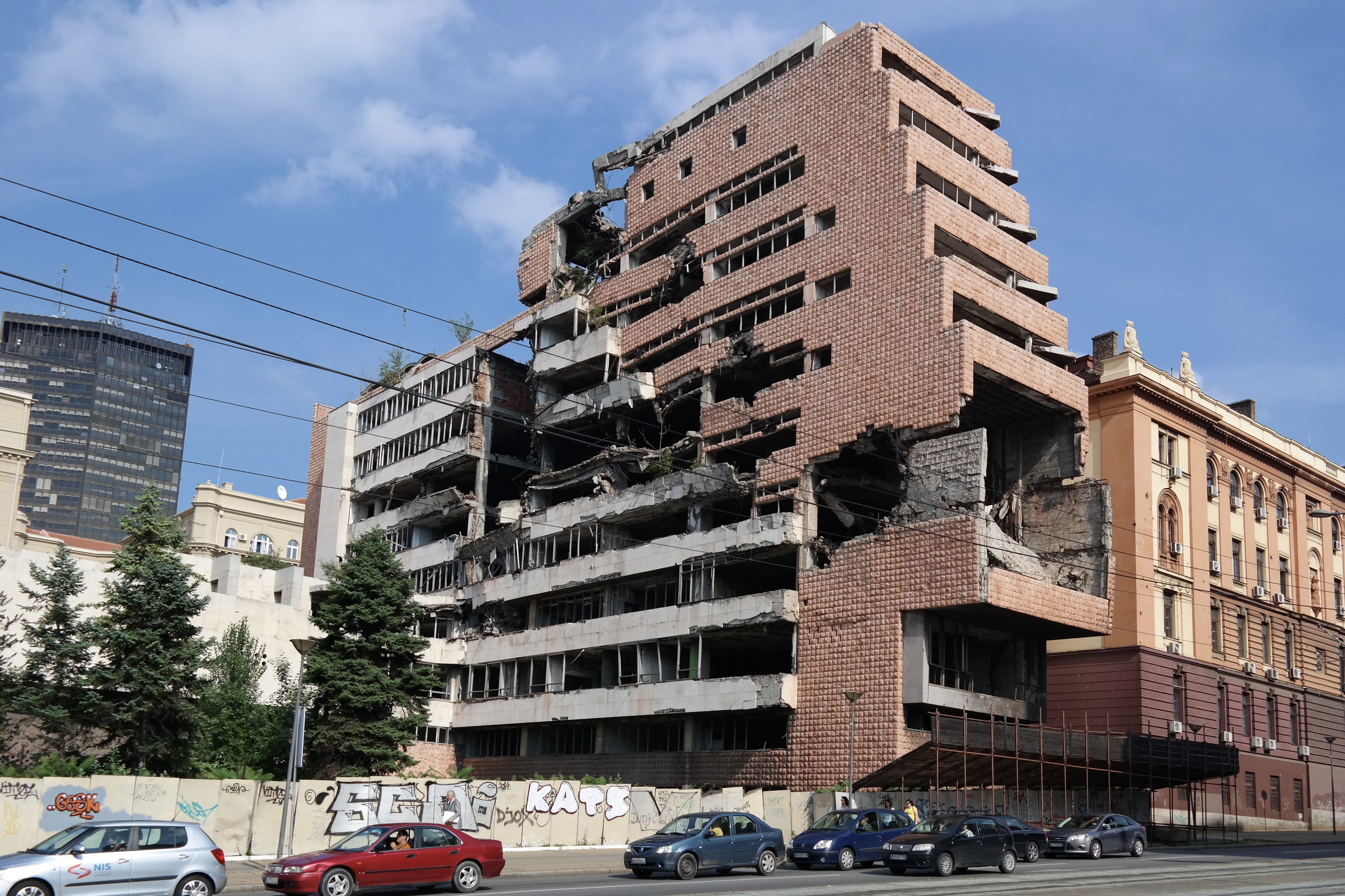
Schade door NAVO-bombardementen uit 1999 nog zichtbaar in de stad

Het meest vooraanstaande museum in Belgrado is het Nationaal Museum van Servië, gesticht in 1844. Dit museum herbergt een collectie van meer dan 400.000 stukken, waaronder veel buitenlandse meesterwerken.
Het Militaire Museum is populair bij buitenlandse toeristen en herbergt de resten van een F-117 die door Joegoslavische troepen naar beneden is gehaald tijdens de bombardementen door de NAVO in 1999. Daarnaast bevat dit museum een collectie van wapens buitgemaakt op onder andere het Kosovaarse bevrijdingsleger UCK. Het grootste deel van het museum richt zich op een breed scala aan militaire objecten die teruggaan tot in de Romeinse tijd.

### Nachtleven
Belgrado heeft de reputatie van een bruisend nachtleven, met veel clubs die open zijn van zonsondergang tot zonsopgang. Volgens reisgidsenautoriteit Lonely Planet zou Belgrado zelfs het beste nachtleven ter wereld te bieden hebben, vóór dat van Canada's tweede stad Montreal en de Argentijnse hoofdstad Buenos Aires. De kenmerkendste nachtgelegenheden van Belgrado zijn de drijvende cafés en discotheken (splavovi), langs de oevers van de Sava en de Donau. Andere populaire fenomenen zijn de typische ondergrondse cafés en de straat Strahinjića bana in de wijk Dorćol, die door de inwoners smalend "Silicon Valley" wordt genoemd omdat veel vrouwelijke bezoekers plastische ingrepen zouden hebben ondergaan.
Weekendbezoekers, voornamelijk uit Bosnië en Herzegovina, Kroatië en Slovenië, beschouwen Belgrado meer als een metropool dan de hoofdsteden van hun eigen landen, vanwege wat zij zien als de vriendelijke sfeer, de grote clubs en bars, goedkope dranken, het ontbreken van taalproblemen en het ontbreken van voorschriften voor het nachtleven. Bovendien is het nachtleven in Belgrado erg veilig.

### Toerisme

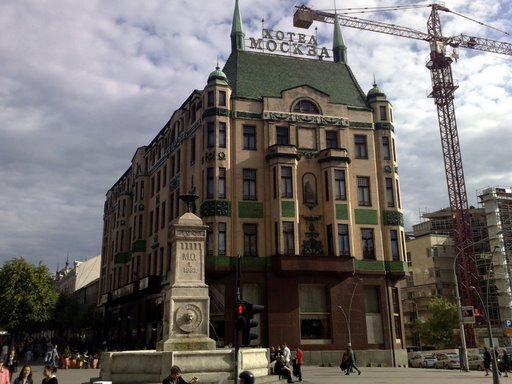
Het klassieke Hotel Moskva in het centrum

Sinds het herstel van de diplomatieke relaties met West-Europa en de Verenigde Staten in 2000, heeft Belgrado de buitenlandse toeristen, die afwezig waren gedurende de oorlogen in de jaren negentig, weer terug zien keren. De TOB is de officiële organisatie die de stad als toeristische bestemming promoot. Wellicht mede door het negatieve imago van Servië als tegenstander van vele westerse mogendheden in de Kosovokwestie en door het feit dat de laatste bombardementen van Belgrado pas in 1999 plaatsvonden blijft Belgrado een relatief weinig bereisde (citytrip)bestemming. Het toerisme blijft echter groeien en de Servische overheid spant zich in het toerisme in haar land verder te promoten. Belgrado is goed door lijnvluchten verbonden met andere Europese hoofdsteden.
De historische gebieden en gebouwen van Belgrado zijn de belangrijkste attracties. Hieronder vallen de bohemienwijk Skadarlija (belegd met kinderkopjes en genoemd naar Albaniës vijfde stad Shkodër), het Nationaal Museum van Belgrado, het Nationaal Theater van Belgrado, de wijk Zemun, het Nikola Pašićplein, Terazije, het Studentenplein (Studentski trg), het Kalamegdanfort in het gelijknamige park, de Rozenkerk, het parlement, de Kathedraal van de Heilige Sava en het Oude Paleis (Stari Dvor). Daarnaast zijn er nog vele andere parken, monumenten, musea, cafés, restaurants en winkels.

### Bijzondere gebouwen

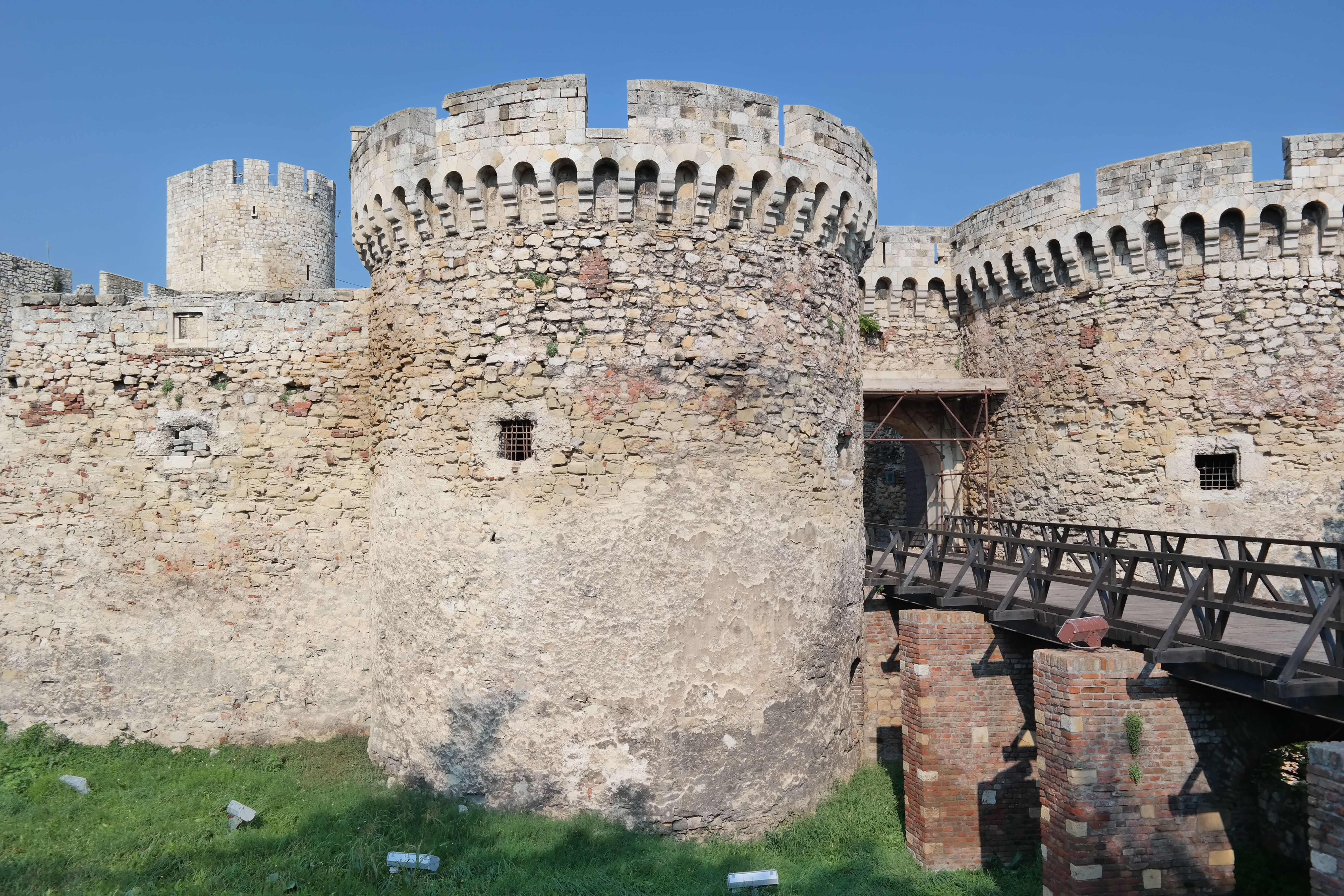
Het fort van Belgrado

- Fort van Belgrado
- Marcuskerk
- Avala-toren
- Kathedraal van de Heilige Sava
- Kula Belgrade
- Kula Geneks

## Economie
Belgrado is het meest ontwikkelde deel van Servië. Meer dan 30% van het BNP wordt hier geproduceerd. De stad herbergt ook meer dan 30% van de werkende bevolking van Servië. Sinds 2000 groeit de economie van Belgrado sterk. Tijdens de jaren negentig leed de stad, evenals de rest van Servië, zwaar onder het internationaal ingestelde handelsembargo als gevolg van de Joegoslavische oorlogen. De hyperinflatie van de Joegoslavische dinar decimeerde ook de economie van de stad. De Nationale Bank van Servië is in de stad gevestigd. Grote bedrijven die in Belgrado gevestigd zijn, zijn onder andere luchtvaartmaatschappij Air Serbia, Telekom Srbija, Telenor Serbia en Delta Holding.
In oktober 2006 lag het gemiddelde bruto maandsalaris in Belgrado op 41.006 Servische dinar (ongeveer 530 euro); het hoogste in heel Servië. Het gemiddelde netto salaris was 28.090 Servische dinar (365 euro).

## Onderwijs
Belgrado heeft twee staatsuniversiteiten en diverse privé-instellingen voor hoger onderwijs. De Universiteit van Belgrado werd in 1808 gesticht als een Groot Academie en is een van de oudste onderwijsinstellingen in het land (de oudste hoger onderwijs instelling is het Leraren College in Subotica uit 1689). De Universiteit van Belgrado heeft meer dan 70.000 studenten. Er zijn 195 basisscholen en 85 middelbare scholen. Van de basisscholen zijn er 162 reguliere, 14 speciale, 15 kunst en 4 volwassenen scholen. Het middelbareschoolsysteem bestaat uit 51 beroepsscholen, 21 gymnasia, 8 kunstscholen, en 5 speciale scholen.

## Politiek
Belgrado heeft de status van een aparte territoriale eenheid binnen Servië met zijn eigen autonome stadsregering. De huidige burgemeester van Belgrado (sinds 20 juni 2022) is voormalig waterpoloër Aleksandar Šapić.

## Verkeer en vervoer

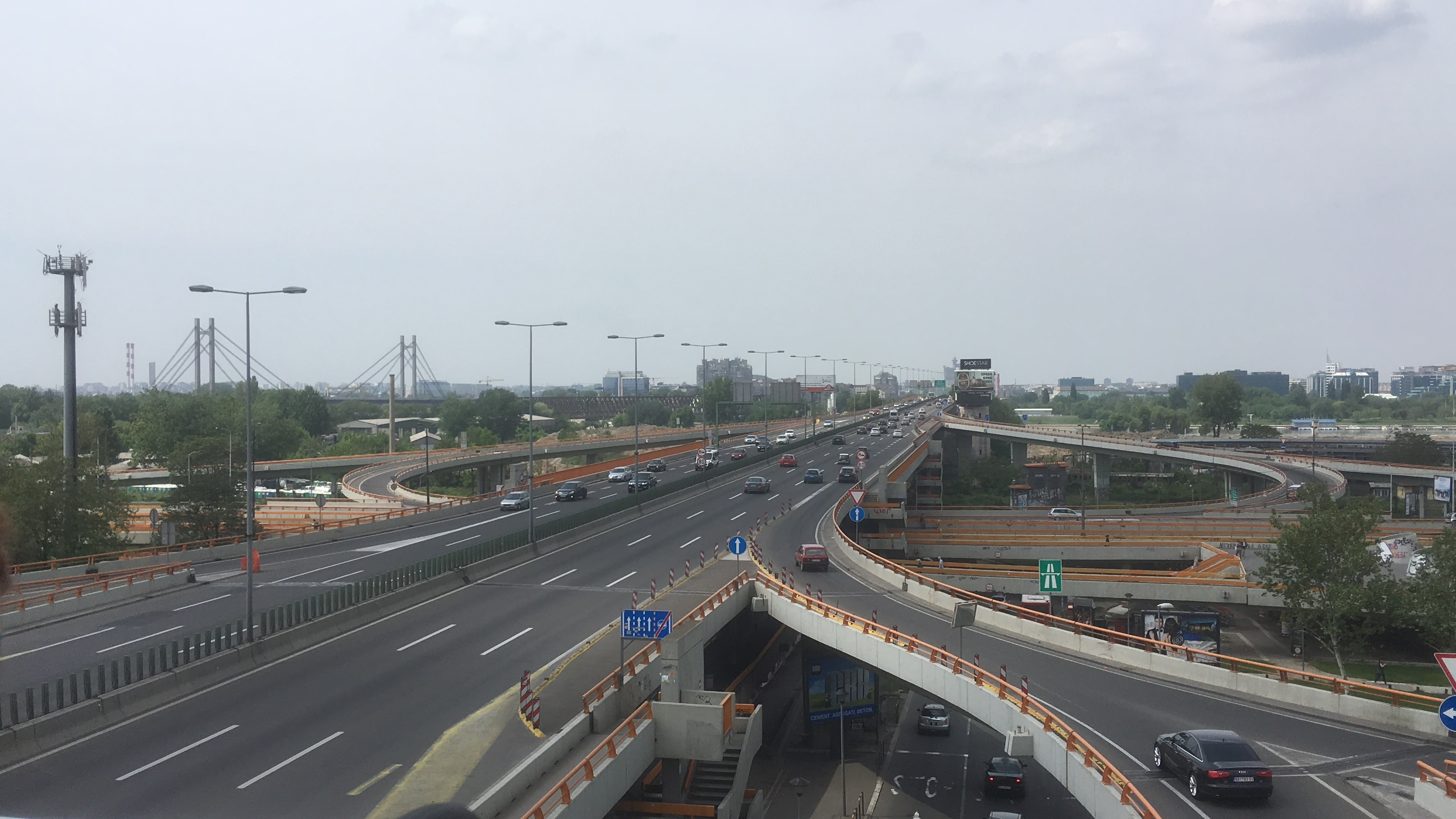
De A3 in Belgrado, een belangrijke verkeersader

Het openbaar vervoer in Belgrado is gebaseerd op bussen (118 lijnen), trams (12 lijnen) en trolleybussen (8 lijnen). Het systeem wordt grotendeels verzorgd door GSP Beograd in samenwerking met enkele privébedrijven op diverse busroutes. In 2011 is besloten tot de aanleg van een metrolijn in Belgrado. Belgrado heeft ook een regionaal spoornetwerk, BG Voz; een onderdeel van de Servische Spoorwegen. Het belangrijkste treinstation van Belgrado verbindt de stad met de andere Europese hoofdsteden, alsook met veel plaatsen in Servië. Maar de populairste manier van reizen in Servië is per bus, en de hoofdstad is dan ook goed voorzien van dagelijkse verbindingen naar alle grotere en kleinere plaatsen in het land.
Het wegennet verbindt Belgrado met Novi Sad in het noorden, Niš in het zuiden en de Kroatische hoofdstad Zagreb in het westen. Omdat de stad gelegen is aan twee rivieren, de Donau en de Sava, heeft Belgrado vele bruggen, waarvan de belangrijkste Branko's Brug en Gazela zijn, die beiden het centrum van de stad verbinden met Novi Beograd.
De haven van Belgrado ligt aan de Donau. Het vliegveld van Belgrado is het Belgrado Nikola Tesla Airport, gelegen in Surčin, op 12 kilometer ten westen van het centrum van de stad.

## Stedenbanden
- Buenos Aires (Argentinië), sinds 1990
- Korfoe (Griekenland)
- Podgorica (Montenegro)
- Rome (Italië)
- Sint-Petersburg (Rusland)
- Skopje (Macedonië), sinds 2011[8]
- Wenen (Oostenrijk), sinds 2003
- Tel Aviv (Israël)

## Sport
De twee belangrijkste voetbalclubs van Servië komen uit Belgrado: Rode Ster Belgrado en FK Partizan. Rode Ster Belgrado won in 1991 de Europacup 1 en wereldbeker voor clubteams en was de meest succesvolle club van het voormalige Joegoslavië. Het Rode Sterstadion is de thuisbasis van de gelijknamige club. Het Rode Sterstadion werd gebruikt toen Belgrado speelstad was voor het EK voetbal van 1976.
Aartsrivaal FK Partizan is eveneens veelvoudig kampioen van Joegoslavië en Servië en speelt haar wedstrijden in het Partizanstadion. Eenmalig Servisch kampioen FK Obilić, FK Zemun, OFK Beograd, FK Rad, FK Voždovac Belgrado, Hajduk Beograd en FK Voždovac Belgrado zijn andere voetbalclubs uit Belgrado.